# Зарудинці (Бердичівський район)
Зару́динці — село в Україні, у Ружинській селищній територіальній громаді Бердичівського району Житомирської області. Населення становить 926 осіб (2001).

## Історія
Неподалік села виявлено залишки поселень черняхівської культури.
У 1651 році належало князю Костянтину Вишневецькому.
У 1827 році, після смерті власника, хорунжого Людвика Мазаракі, Зарудинці із Голубівкою перейшли у власність його сина Віцента, що був катоцицького визнання і мав трьох синів.
В середині 19 століття — сільце Бердичівського повіту Київської губернії. Разом із селом Голубівкою, яке лежало за 2 версти, налічувалося 1 100 православних, 300 римокатоликів та 8 євреїв.
У к. ХІХ століття — село Бердичівського повіту, Білилівської волості. Мало 185 мешканців, римо-католицька парафія — в м. Ружин.
У роки ІІї світової війни на фронтах воювали 280 мешканців села, 98 з них загинули. В районі села діяв партизанський загін О.Шуляка.
В 1965 році в селі встановили пам'ятник на честь загиблих односельчан.
У 70-х р.р. ХХ ст. в селі мешкало 1253 чол. Сільраді належало також с. Зоряне. Діяв колгосп «Комуніст», у якому вирощували зернові культури та буряки, займалися тваринництвом. У селі працювала середня школа з 300 учнями, Будинок культури, бібліотека, медпункт, 3 магазини.
12 червня 2020 року, відповідно до розпорядження Кабінету Міністрів України № 711-р «Про визначення адміністративних центрів та затвердження територій територіальних громад Житомирської області», територію та населені пункти Зарудинецької сільської ради Ружинського району включено до складу Ружинської селищної територіальної громади Бердичівського району Житомирської області.

## Наш час
25 травня 2013 єпископом Петром Мальчуком було освячено хрест на місці, де через кілька років постав новий костел-каплиця Матері Божої Лурдської. Вірними опікуються отці-пауліни з парафії Божого Тіла і Крові в Ружині.

## Транспортне сполучення
У селі розміщується станція Зарудинці, де зупиняються приміські дизель-поїзди Козятин-Погребище, Козятин-Погребище-Жашків, Козятин-Погребище-Христинівка.
Налагоджено автобусне сполучення з села і станції до Ружина. Понад селом пролягає автошлях Т 0606.

## Відомі люди
- Добрянський Леонід Цезарович (1974—2020) — прапорщик Збройних сил України, учасник російсько-української війни.
- П'ясецький Максим Павлович (1991—2022) — молодший сержант Збройних Сил України, учасник російсько-української війни, що загинув у ході російського вторгнення в Україну в 2022 році.
- Дзюркевич Олександр Володимирович (27.05.1980 — 29.10.2022) — командир механізованого взводу механізованої роти механізованого батальйону старший лейтенант, загинув під час штурмових дій та артилерійського обстрілу в районі н.п. Кліщіївка Донецької області[6][7].